# Оранж (геральдика)
У геральдиці оранж - рідко застосовувана тинктура, за винятком каталонської, південноафриканської, французької муніципальної та американської військових геральдик. Як колір, оранж слід використовувати проти металів, щоб не суперечити правилу тинктур. Оранжевий, очевидно, відрізняється від червоного, але його також (і особливо) не слід плутати з засмаглим, який зображує світло-коричневий колір засмаглої шкіри, перш ніж повільно стає власною тинктурою разом із використовуваною тілесного кольору для зображення шкіри білої людини.
Помаранчевий не отримав штрихувальний зразок у часи середньовіччя та ренесансу, і вперше отримав його в Повному посібнику Геральдики Артура Чарльза Фокса Девіса, де йому було надано "півклічні знаки оклику", що складаються з семи вертикальних рисок ( використовуються самостійно для позначення червоного) і крапки (використовуються самостійно для позначення жовтого).
Колір, який використовується для помаранчевого в арсеналах, спочатку повинен бути насиченим і глибоким, щоб чітко відрізняти його від обох металів - срібла (білий) та золота (жовтий), а також від червоного (червоний), засмаглого (світло-коричневий) та тілесного (тілесний колір).

## Галерея

Герб комуни Ламорле, Франція
Герб родини Лагуанель-Делі
Зброя комуни Тавель, Гар, Франція
Герб комуни Монші-сюр-Е, Франція
Герб комуни Марньї-ле-Комп'єнь, Франція
Герб Бельфонтена, Франція
Герб Ле Сап, Франція
Герб Брюльйолі, Рона, Франція
Герб Вірменії
Герб Сен-Оноре, Квебек
Герб Анті-сюр-Лемана, французька Савойя
Герб Юглевіль-ан-Ко, Нормандія
Герб Сен-Мартен-дю-Мануар, Нормандія.
Герб Соркуенвіля, Нормандія
Герб Анделю, Івелін, Франція
Герб Кам-ла-Сурс, Прованс
Герб Кутарну, Бургундія
Герб Лішер-пре-Егремон, Бургундія

## Зовнішні посилання
- Heraldic tinctures
- Armoria - Tinctures